# Station Compiègne
Station Compiègne is een spoorwegstation in de Franse stad Compiègne.
Het wordt bediend door de TER Picardie met verbindingen naar: Amiens, Paris-Nord, en Busigny en door de IC-treinen (Corail) Paris-Nord - Maubeuge en Paris-Nord - Saint-Quentin.
De verbindingen naar Roye, Soissons en Villers-Cotterêts zijn opgedoekt.
In 1901 werd het station speciaal aangepast, met de constructie van een onthaalpaviljoen, naar aanleiding van een kort verblijf van tsaar Nicolaas II op het Kasteel van Compiègne.
In 1959 werd ter herinnering aan de 50.000 Fransen die vanaf 1942 van hieruit werden gedeporteerd een monument opgericht dat op 7 september 2001 als historisch monument werd geklasseerd.
Het station ligt aan de Spoorlijn Creil - Jeumont.

## Treindienst

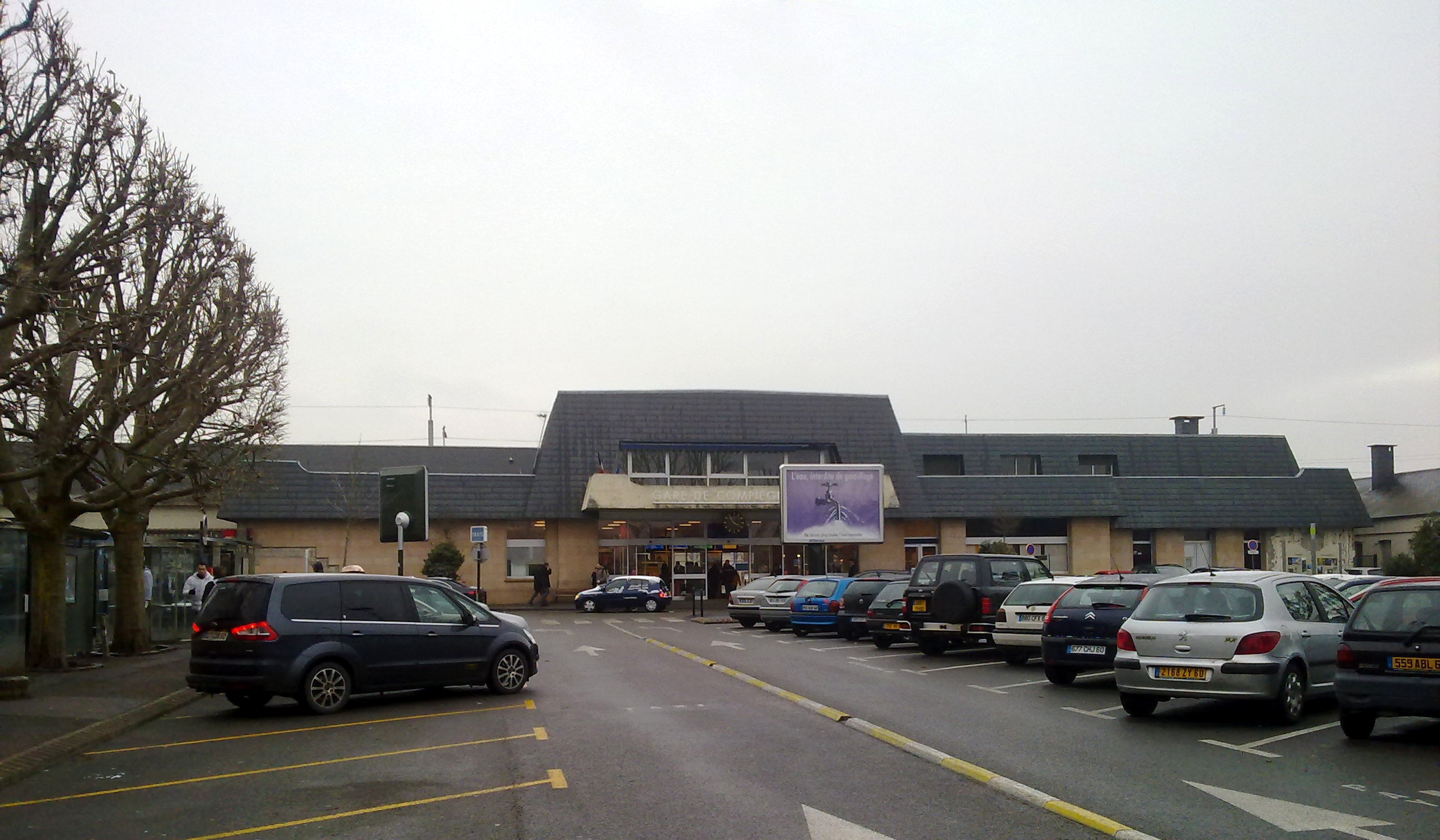
Voorzijde Station Compiègne

| Serie | Treinsoort | Route | Bijzonderheden |
| ----- | ---------- | --- | -------------- |
| C 13  | TER (SNCF) | Paris-Nord – Creil – Compiègne                                                                                        |                |
| C 14  | TER (SNCF) | Paris-Nord – Compiègne                                                                                                |                |
| K 13  | TER (SNCF) | Paris-Nord – Compiègne – Saint-Quentin – [ Busigny – Caudry – Cambrai ] / [ Le Cateau – Aulnoye-Aymeries – Maubeuge ] |                |
| K 14  | TER (SNCF) | Paris-Nord – Creil – Pont-Sainte-Maxence – Compiègne – Noyon – Chauny – Tergnier – Saint-Quentin                      |                |
| P 14  | TER (SNCF) | Compiègne – Tergnier – Saint-Quentin                                                                                  |                |
| P 23  | TER (SNCF) | Amiens – Longueau – Montdidier – Compiègne                                                                            |                |